# Most w Cigacicach
Most w Cigacicach („Stary Most”) – most drogowy w Cigacicach (województwo lubuskie) na Odrze otwarty w 1925. Znajduje się w ciągu drogi lokalnej z Zielonej Góry do Sulechowa, będącej dawniej fragmentem drogi E65 (obecnie przebiegającej w pobliżu jako droga ekspresowa S3 przez tzw. „Nowy Most”). „Stary Most” jest dwukierunkowy, jednojezdniowy, jazda odbywa się przy udziale sygnalizacji świetlnej.

## Historia

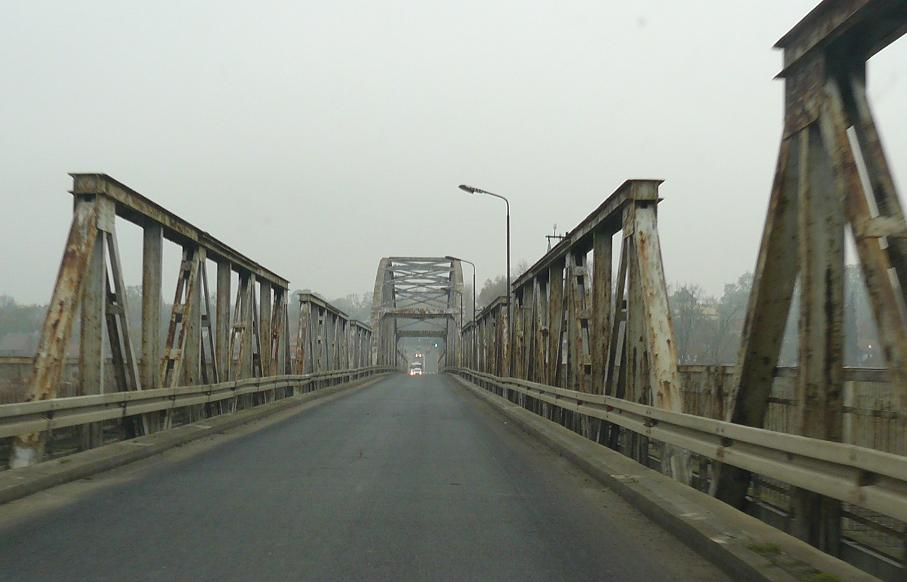
Widok od południa

Pierwszy drewniany most powstał tutaj w 1862 – do dziś zachowały się po nim przyczółki (ziemny na lewym brzegu Odry, a murowany na prawym). Obecny most wyprodukował Zakład Konstrukcji Stalowych i Mostowych Beuchelt & Co. z Zielonej Góry (elementy stalowe dostarczyła huta z Rudy Śląskiej). Obiekt otwarto 29 kwietnia 1925 pod nazwą Monbart. 29 stycznia 1945 piąte przęsło mostu zostało wysadzone przez niemieckich saperów, aby zapobiec rajdowi radzieckich czołgów. Udało się to częściowo – przed zniszczeniem mostu kilka czołgów dotarło na drugi brzeg dezorganizując obronę niemiecką. W lutym 1945 Rosjanie wybudowali most pontonowy, na którym dokonali przeprawy. W latach 50. odbudowano wysadzone przęsło, a nowe elementy stalowe dostarczyła Huta „Kościuszko”.

## Wymiary mostu
- długość 390 m[potrzebny przypis]
- szerokość 6,2 m[potrzebny przypis]